# Geoff Horsfield
Geoffrey Malcolm »Geoff« Horsfield, angleški nogometaš in trener, * 1. november 1973, Barnsley, Anglija, Združeno kraljestvo.